# كريمة كريسماس
كريمة كريسماس (بالإنجليزية: Karima Christmas)‏ مواليد 11 سبتمبر 1989 في لونغ بيتش، هي لاعبة كرة سلة أمريكية. بدأت مسيرتها الاحترافية في سنة 2011. تم اختيارها من قبل فريق واشنطن ميستيكس خلال الدرافت. تلعب مع دالاس وينغز في دوري الاتحاد الوطني لكرة السلة النسائية. وتحمل الرقم 13. فازت بلقب دوري المحترفات.

## المسيرة الاحترافية
لعبت مع واشنطن ميستيكس في سنة 2011، ثم لعبت مع تلسا شوك في موسم 2011–2012، ثم لعبت مع إنديانا فيفر من سنة 2012 إلى 2014، ثم لعبت مع دالاس وينغز في سنة 2015.

## روابط خارجية
- كريمة كريسماس على موقع الاتحاد الوطني لكرة السلة النسائية (الإنجليزية)
- كريمة كريسماس على موقع كرة السلة الأوروبية.كوم (الإنجليزية)
- كريمة كريسماس على موقع كلية كرة السلة في سبورتس رفرنس.كوم (الإنجليزية)
- كريمة كريسماس على موقع بروبوليرز (الإنجليزية)
- كريمة كريسماس على موقع سبورتس رفرنس (الإنجليزية)
- كريمة كريسماس على موقع سبورتس رفرنس (الإنجليزية)